# 1984-es labdarúgó-Európa-bajnokság
Az 1984-es labdarúgó-Európa-bajnokság a futball történetének 7. Európa-bajnoksága volt. Franciaországban rendezték június 12. és 27. között. Az Eb-t a házigazda francia csapat nyerte, története során először. Michel Platini ezen az Eb-n mindegyik mérkőzésén szerzett gólt, és kétszer mesterhármast is elért.
Ez volt az első olyan Európa-bajnokság, amelyen már nem játszottak a harmadik helyért. Hivatalosan mindkét vesztes elődöntős a harmadik helyen végzett.

## Helyszínek
A mérkőzéseket az alábbi hét helyszínen játszották:
| Párizs               | Marseille               | Marseille Párizs Lens Lyon Saint-Étienne Lille Strasbourg |
| -------------------- | ----------------------- | --------------------------------------------------------- |
| Parc des Princes     | Stade Vélodrome         | Marseille Párizs Lens Lyon Saint-Étienne Lille Strasbourg |
| Férőhely: 48 000     | Férőhely: 55 000        | Marseille Párizs Lens Lyon Saint-Étienne Lille Strasbourg |
|                      |                         | Marseille Párizs Lens Lyon Saint-Étienne Lille Strasbourg |
| Lyon                 | Saint-Étienne           | Marseille Párizs Lens Lyon Saint-Étienne Lille Strasbourg |
| Stade de Gerland     | Stade Geoffroy-Guichard | Marseille Párizs Lens Lyon Saint-Étienne Lille Strasbourg |
| Férőhely: 40 000     | Férőhely: 53 000        | Marseille Párizs Lens Lyon Saint-Étienne Lille Strasbourg |
|                      |                         | Marseille Párizs Lens Lyon Saint-Étienne Lille Strasbourg |
| Lens                 | Nantes                  | Strasbourg                                                |
| Stade Félix-Bollaert | Stade de la Beaujoire   | Stade de la Meinau                                        |
| Férőhely: 49 000     | Férőhely: 53 000        | Férőhely: 40 000                                          |
|                      |                         |                                                           |

## Selejtezők
A selejtezőket 1982 májusától 1983 decemberéig játszották le. A selejtezőben 32 válogatott vett részt. A házigazda Franciaország nem vett részt a selejtezőkön. A csapatokat 7 csoportba sorsolták. Négy darab ötcsapatos és három darab négycsapatos csoportot alakítottak ki. A csapatok körmérkőzéses, oda-visszavágós rendszerben játszottak egymással. A csoportelsők kijutottak az Európa-bajnokságra.
A következő csapatok vettek részt az Európa-bajnokságon:
| Ország        | Kvalifikáció módja  | Kvalifikáció időpontja | Korábbi Európa-bajnoki részvételek |
| ------------- | ------------------- | ---------------------- | ---------------------------------- |
| Franciaország | Rendező             | 1981. december 10.     | 1                                  |
| Belgium       | 1. csoport győztese | 1983. október 12.      | 2                                  |
| Portugália    | 2. csoport győztese | 1983. november 1.      | 0 (újonc)                          |
| Dánia         | 3. csoport győztese | 1983. november 16.     | 1                                  |
| NSZK          | 6. csoport győztese | 1983. november 20.     | 3                                  |
| Románia       | 5. csoport győztese | 1983. november 30.     | 0 (újonc)                          |
| Jugoszlávia   | 4. csoport győztese | 1983. december 21.     | 3                                  |
| Spanyolország | 7. csoport győztese | 1983. december 21.     | 2                                  |

## Játékvezetők
Az Európa-bajnokságra az Európai Labdarúgó-szövetség (UEFA) Játékvezető Bizottsága a hagyományos rend szerint delegált játékvezetőket illetve partbírókat. A játékvezetők, ha nem vezettek mérkőzést, akkor működő társuknak partbíróként tevékenykedtek.
- Paolo Bergamo
- Vojtěch Christov
- Adolf Prokop
- Volker Roth
- Michel Vautrot
- George Courtney
- Heinz Fahnler
- Robert Valentine
- Erik Fredriksson
- Augusto Lamo Castillo
- André Daina
- Romualdas Juška
- Alexis Ponnet
- Jan Keizer

## Csoportkör
Az időpontok helyi idő szerint (UTC+2) olvashatók.

Sorrend meghatározása
Az Európa-bajnokság csoportjaiban ha a csoportmérkőzések után két vagy több csapat azonos pontszámmal állt, akkor a következő pontok alapján állapították meg a sorrendet:
1. több pont az összes csoportmérkőzésen;
2. jobb gólkülönbség az összes csoportmérkőzésen;
3. több szerzett gól az összes csoportmérkőzésen;
4. sorsolás

### 1. csoport
| Hely. | Csapat            | M | Gy | D | V | G+ | G– | Gk | P | Továbbjutás                                |
| ----- | ----------------- | - | -- | - | - | -- | -- | -- | - | ------------------------------------------ |
| 1.    | Franciaország (R) | 3 | 3  | 0 | 0 | 9  | 2  | +7 | 6 | Továbbjutott az egyenes kieséses szakaszba |
| 2.    | Dánia             | 3 | 2  | 0 | 1 | 8  | 3  | +5 | 4 | Továbbjutott az egyenes kieséses szakaszba |
| 3.    | Belgium           | 3 | 1  | 0 | 2 | 4  | 8  | −4 | 2 |                                            |
| 4.    | Jugoszlávia       | 3 | 0  | 0 | 3 | 2  | 10 | −8 | 0 |                                            |

| 1984. június 12. 20:30 |

| Franciaország | 1–0               | Dánia |
| ------------- | ----------------- | ----- |
| Platini 78'   | (0–0) Jegyzőkönyv |       |

| Parc des Princes, Párizs Nézőszám: 47 570 Játékvezető: Volker Roth (nyugatnémet) |

| 1984. június 13. 20:30 |

| Belgium                  | 2–0               | Jugoszlávia |
| ------------------------ | ----------------- | ----------- |
| Vandenbergh 28' Grün 45' | (2–0) Jegyzőkönyv |             |

| Stade Félix Bollaert, Lens Nézőszám: 41 774 Játékvezető: Erik Fredriksson (svéd) |

| 1984. június 16. 17:15 |

| Franciaország                                           | 5–0               | Belgium |
| ------------------------------------------------------- | ----------------- | ------- |
| Platini 4' 74' (11-esből) 89' Giresse 33' Fernández 43' | (3–0) Jegyzőkönyv |         |

| Stade de la Beaujoire, Nantes Nézőszám: 51 359 Játékvezető: Robert Valentine (skót) |

| 1984. június 16. 20:30 |

| Dánia                                                            | 5–0               | Jugoszlávia |
| ---------------------------------------------------------------- | ----------------- | ----------- |
| Arnesen 8' 69' (11-esből) Berggreen 16' Elkjær 82' Lauridsen 84' | (2–0) Jegyzőkönyv |             |

| Stade de Gerland, Lyon Nézőszám: 34 745 Játékvezető: Augusto Lamo Castillo (spanyol) |

| 1984. június 19. 20:30 |

| Franciaország       | 3–2               | Jugoszlávia                         |
| ------------------- | ----------------- | ----------------------------------- |
| Platini 59' 62' 77' | (0–1) Jegyzőkönyv | Sestić 32' Stojković 84' (11-esből) |

| Stade Geoffroy-Guichard, Saint-Étienne Nézőszám: 45 789 Játékvezető: André Daina (svájci) |

| 1984. június 19. 20:30 |

| Dánia                                        | 3–2               | Belgium                       |
| -------------------------------------------- | ----------------- | ----------------------------- |
| Arnesen 41' (11-esből) Larsen 60' Elkjær 84' | (1–2) Jegyzőkönyv | Ceulemans 26' Vercauteren 39' |

| Stade de la Meinau, Strasbourg Nézőszám: 36 911 Játékvezető: Adolf Prokop (nyugatnémet) |

### 2. csoport
| Hely. | Csapat        | M | Gy | D | V | G+ | G– | Gk | P | Továbbjutás                                |
| ----- | ------------- | - | -- | - | - | -- | -- | -- | - | ------------------------------------------ |
| 1.    | Spanyolország | 3 | 1  | 2 | 0 | 3  | 2  | +1 | 4 | Továbbjutott az egyenes kieséses szakaszba |
| 2.    | Portugália    | 3 | 1  | 2 | 0 | 2  | 1  | +1 | 4 | Továbbjutott az egyenes kieséses szakaszba |
| 3.    | NSZK          | 3 | 1  | 1 | 1 | 2  | 2  | 0  | 3 |                                            |
| 4.    | Románia       | 3 | 0  | 1 | 2 | 2  | 4  | −2 | 1 |                                            |

| 1984. június 14. 17:15 |

| NSZK | 0–0         | Portugália |
| ---- | ----------- | ---------- |
|      | Jegyzőkönyv |            |

| Stade de la Meinau, Strasbourg Nézőszám: 44 566 Játékvezető: Romualdas Juška (szovjet) |

| 1984. június 14. 20:30 |

| Románia    | 1–1               | Spanyolország           |
| ---------- | ----------------- | ----------------------- |
| Bölöni 35' | (1–1) Jegyzőkönyv | Carrasco 22' (11-esből) |

| Stade Geoffroy-Guichard, Saint-Étienne Nézőszám: 17 102 Játékvezető: Alexis Ponnet (belga) |

| 1984. június 17. 17:15 |

| NSZK           | 2–1               | Románia   |
| -------------- | ----------------- | --------- |
| Völler 25' 66' | (1–0) Jegyzőkönyv | Coras 46' |

| Stade Félix Bollaert, Lens Nézőszám: 31 803 Játékvezető: Jan Keizer (holland) |

| 1984. június 17. 20:30 |

| Portugália | 1–1               | Spanyolország  |
| ---------- | ----------------- | -------------- |
| Sousa 52'  | (0–0) Jegyzőkönyv | Santillana 73' |

| Stade Vélodrome, Marseille Nézőszám: 24 364 Játékvezető: Michel Vautrot (francia) |

| 1984. június 20. 20:30 |

| NSZK | 0–1               | Spanyolország |
| ---- | ----------------- | ------------- |
|      | (0–0) Jegyzőkönyv | Maceda 90'    |

| Parc des Princes, Párizs Nézőszám: 47 691 Játékvezető: Vojtěch Christov (csehszlovák) |

| 1984. június 20. 20:30 |

| Portugália    | 1–0               | Románia |
| ------------- | ----------------- | ------- |
| Tamaghini 81' | (0–0) Jegyzőkönyv |         |

| Stade de la Beaujoire, Nantes Nézőszám: 24 266 Játékvezető: Heinz Fahnler (osztrák) |

## Egyenes kieséses szakasz
|  |                        |               |               |                     |   |               |               |       |
|  | Elődöntők              | Elődöntők     | Elődöntők     |                     |   | Döntő         | Döntő         | Döntő |
|  | Elődöntők              | Elődöntők     | Elődöntők     |                     |   | Döntő         | Döntő         | Döntő |
|  | június 23. – Marseille |               |               |                     |   |               |               |       |
|  |                        |               |               |                     |   |               |               |       |
|  | 1/1.                   | Franciaország | 3             |                     |   |               |               |       |
|  | 1/1.                   | Franciaország | 3             | június 27. – Párizs |   |               |               |       |
|  | 2/2.                   | Portugália    | 2             |                     |   |               |               |       |
|  | 2/2.                   | Portugália    | 2             |                     |   | Franciaország | Franciaország | 2     |
|  | június 24. – Lyon      |               |               |                     |   | Franciaország | Franciaország | 2     |
|  |                        |               | Spanyolország | Spanyolország       | 0 |               |               |       |
|  | 2/1.                   | Dánia         | Spanyolország | Spanyolország       | 0 | 1 (4)         |               |       |
|  | 2/1.                   | Dánia         |               |                     |   |               |               |       |
|  | 1/2.                   | Spanyolország | 1 (5)         |                     |   |               |               |       |
|  | 1/2.                   | Spanyolország | 1 (5)         |                     |   |               |               |       |
|  |                        |               |               |                     |   |               |               |       |

### Elődöntők
| 1984. június 23. 20:00 |

| Franciaország                  | 3–2 (h. u.)                 | Portugália         |
| ------------------------------ | --------------------------- | ------------------ |
| Domergue 24' 114' Platini 119' | (1–0, 1–1, 1–2) Jegyzőkönyv | Rui Jordão 74' 98' |

| Stade Vélodrome, Marseille Nézőszám: 54 848 Játékvezető: Paolo Bergamo (olasz) |

| 1984. június 24. 20:00 |

| Dánia                             | 1–1 (h. u.)                 | Spanyolország                                 |
| --------------------------------- | --------------------------- | --------------------------------------------- |
| Lerby 7'                          | (0–1, 1–1, 1–1) Jegyzőkönyv | Maceda 67'                                    |
| Büntetőpárbaj                     |                             |                                               |
| Lerby Laudrup Olsen Larsen Elkjær | 4–5                         | Sarabia López Muñoz Urquiaga Señor Santillana |

| Stade de Gerland, Lyon Nézőszám: 47 483 Játékvezető: George Courtney (angol) |

### Döntő
| 1984. június 27. 20:00 |

| Franciaország           | 2–0               | Spanyolország |
| ----------------------- | ----------------- | ------------- |
| Platini 57' Bellone 90' | (0–0) Jegyzőkönyv |               |

| Parc des Princes, Párizs Nézőszám: 47 368 Játékvezető: Vojtěch Christov (csehszlovák) |

| Az 1984-es labdarúgó-Európa-bajnokság győztese |
| ---------------------------------------------- |
| · Franciaország · 1. cím                       |

## Statisztikák

### Gólszerzők
9 gólos
- Michel Platini

3 gólos
- Frank Arnesen

2 gólos
- Preben Elkjær Larsen
- Jean-François Domergue
- Rui Jordão
- Antonio Maceda
- Rudi Völler

1 gólos
| - Jan Ceulemans - Georges Grün - Erwin Vandenbergh - Franky Vercauteren - Klaus Berggreen - Kenneth Brylle Larsen | - John Lauridsen - Søren Lerby - Bruno Bellone - Luis Fernández - Alain Giresse - Tamagnini Nené - António Sousa | - Bölöni László - Marcel Coraş - Francisco José Carrasco - Santillana - Miloš Šestić - Dragan Stojković |

### Végeredmény
Az első két helyezett utáni sorrend nem tekinthető hivatalosnak, mivel ezekért a helyekért nem játszottak mérkőzéseket. Ezért e helyezések meghatározásához az alábbiak lettek figyelembe véve:

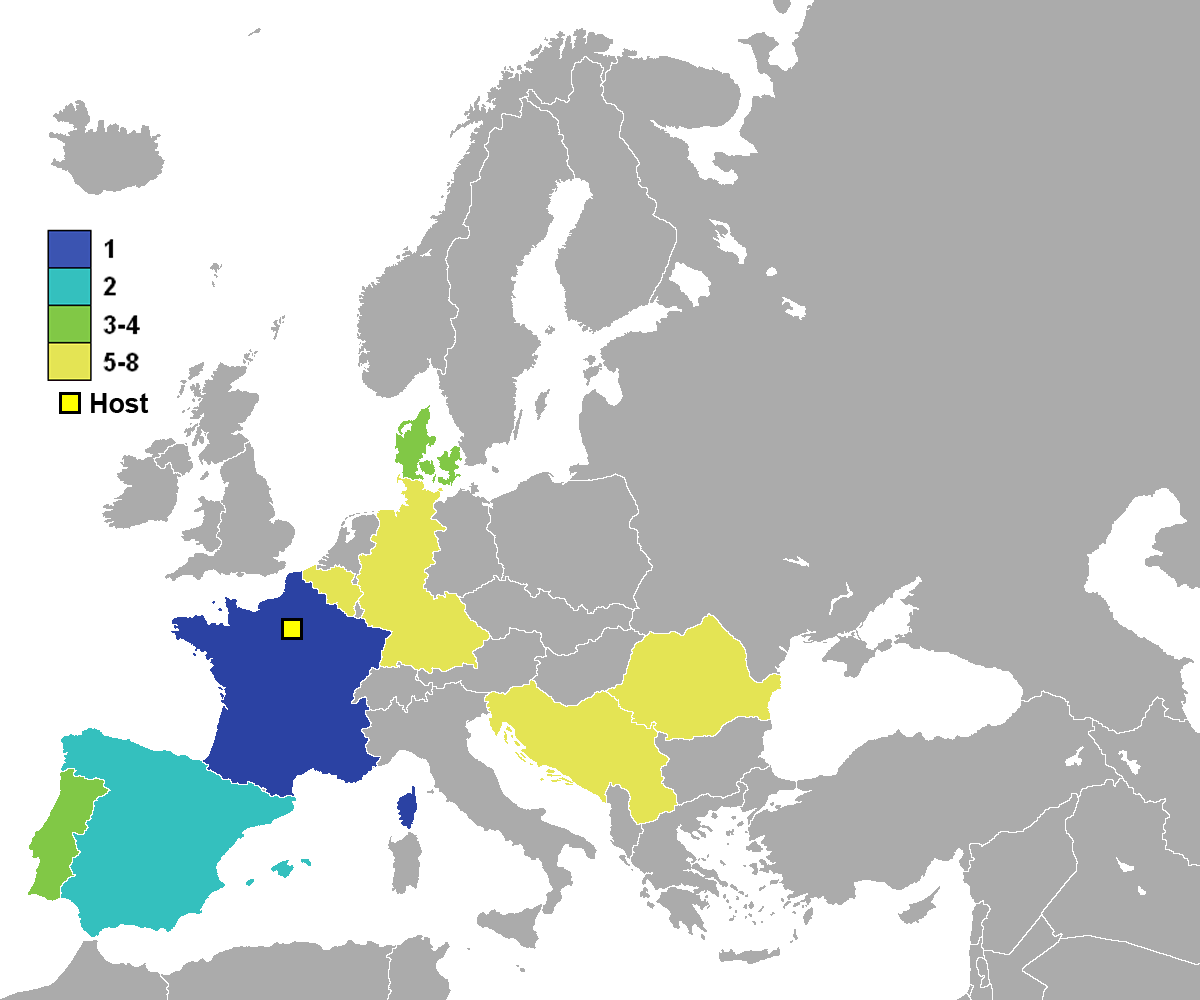
Az 1984-es labdarúgó-Európa-bajnokságon részt vevő országok helyezései

1. több szerzett pont (a 11-esekkel eldöntött találkozók a hosszabbítást követő eredménnyel, döntetlenként vannak feltüntetve)
2. jobb gólkülönbség
3. több szerzett gól

| Hely.                    | Csapat            | M | Gy | D | V | G+ | G– | Gk  | P  |
| ------------------------ | ----------------- | - | -- | - | - | -- | -- | --- | -- |
| 1. helyezett, aranyérmes | Franciaország (R) | 5 | 5  | 0 | 0 | 14 | 4  | +10 | 10 |
| 2. helyezett, ezüstérmes | Spanyolország     | 5 | 1  | 3 | 1 | 4  | 5  | −1  | 5  |
| 3. helyezett, bronzérmes | Dánia             | 4 | 2  | 1 | 1 | 9  | 4  | +5  | 5  |
| 3. helyezett, bronzérmes | Portugália        | 4 | 1  | 2 | 1 | 4  | 4  | 0   | 4  |
|                          |                   |   |    |   |   |    |    |     |    |
| 5.                       | NSZK              | 3 | 1  | 1 | 1 | 2  | 2  | 0   | 3  |
| 6.                       | Belgium           | 3 | 1  | 0 | 2 | 4  | 8  | −4  | 2  |
| 7.                       | Románia           | 3 | 0  | 1 | 2 | 2  | 4  | −2  | 1  |
| 8.                       | Jugoszlávia       | 3 | 0  | 0 | 3 | 2  | 10 | −8  | 0  |